# Desaparición de Luke Durbin
Luke Durbin (nacido el 4 de diciembre de 1986) es un joven británico que desapareció en mayo de 2006 en la ciudad de Ipswich (Suffolk). Durbin desapareció después de salir de fiesta con sus amigos, y fue reportado como desaparecido por su madre 24 horas después.

## Antecedentes
Durbin vivía con su madre, Nicki, y su hermana Alicia en Hollesley (Suffolk), con las que mantenía una estrecha relación. Ávido guitarrista, se matriculó en un curso de tecnología musical en una universidad de Colchester (Essex), aunque lo abandonó al cabo de un año por problemas con los desplazamientos diarios. Durbin trabajó periódicamente durante el año siguiente, hasta que consiguió un empleo en una frutería de Aldeburgh, un mes y medio antes de su desaparición. Durbin ha sido descrito como una persona afable y cariñosa, que a menudo traía comida para cocinar para su madre y su hermana.
Su familia declaró que su desaparición era atípica, ya que siempre había sido comunicativo sobre su paradero.

## Desaparición
Alex, amigo de Durbin y cocinero en Londres, había regresado el fin de semana para ver a sus amigos y familiares, lo que llevó a Durbin a ausentarse del trabajo junto con otro amigo, Zach. Durbin se dirigió en su nueva moto a casa de Alex, en Woodbridge, con la intención de pasar la noche. En casa de Alex dejó la moto, así como la cartera, las llaves, el teléfono móvil y una muda de ropa. Durbin llevaba una camisa de manga larga negra/gris debajo de una sudadera reversible gris ciruela, junto con unos vaqueros desteñidos con un motivo en el muslo lateral y zapatos de ante marrones.
Después de tomar unas copas en un pub local, Luke Durbin, Alex y Zach cogieron un taxi de Woodbridge a Ipswich para ir de fiesta a la discoteca Zest, aunque Alex cogió un taxi de vuelta poco después de haber bebido demasiado. Tras unas horas en la disco, Durbin perdió el contacto con Zach después de que éste fuera a comprar bebidas.

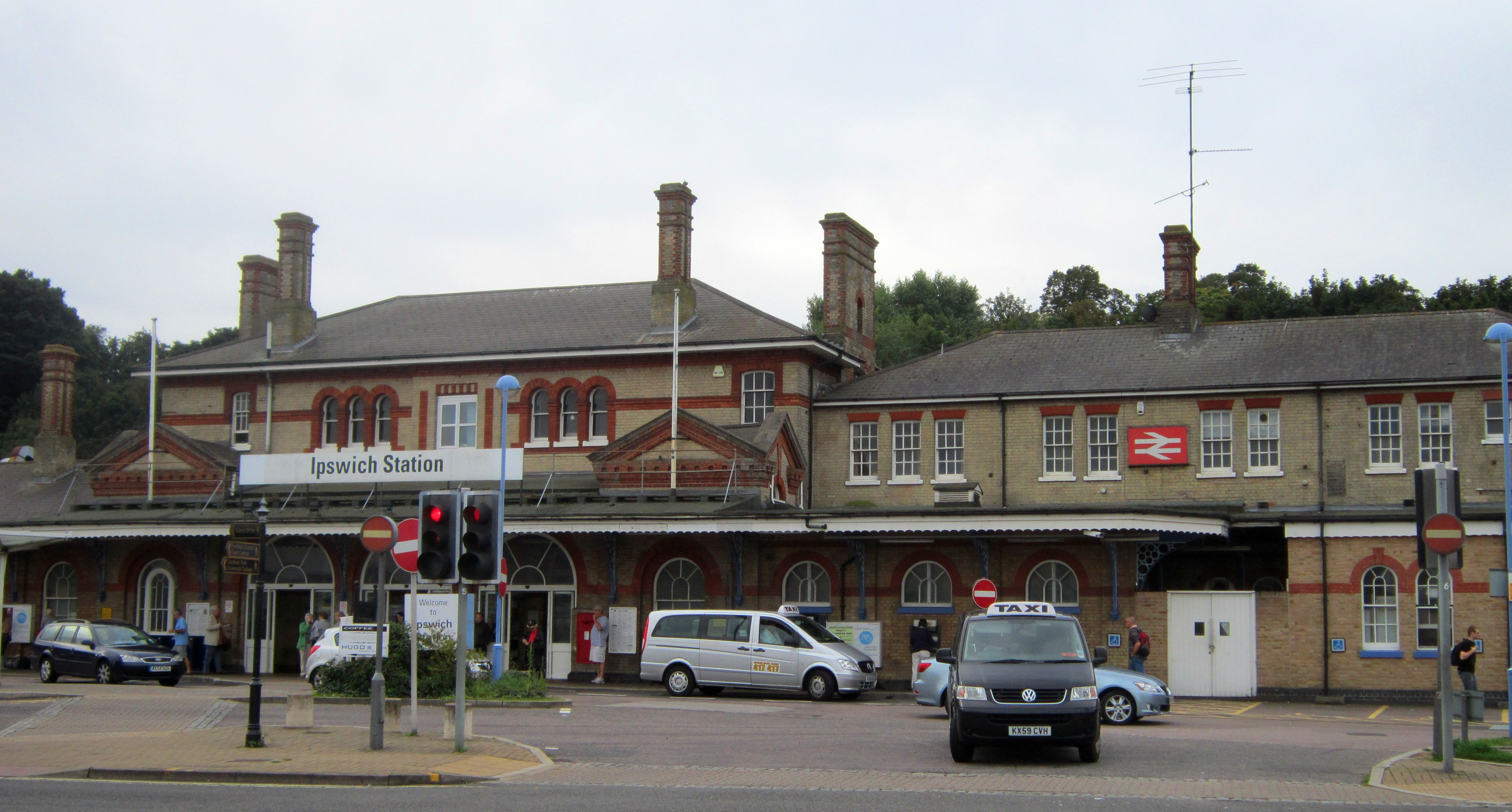
Estación de trenes de Ipswich, donde Durbin fue grabado por las cámaras.

Durbin fue reportado en la estación de tren de Ipswich, a 5 minutos a pie del club nocturno alrededor de las 2-3 de la mañana. Después de que le dijeran que no había trenes en marcha, Durbin fue visto en las cámaras de seguridad sobre las 3:45 horas dirigiéndose a Hawk Express Cabs. Tras dejarse la cartera en casa de Alex, la recepcionista sugirió a Durbin que llamara a su madre para pedirle los datos de su tarjeta bancaria, aunque él se negó alegando que no quería despertarla.
Durbin es visto en un circuito cerrado de televisión cruzando el paso de cebra de Dogs Head Street en dirección a la estación de autobuses a las 4 de la madrugada. Esta es la última imagen positiva de Durbin. Poco después, las cámaras de seguridad graban un Volvo 440 plateado o blanco con matrícula "M206 LYE", que más tarde se descubrió que era una matrícula falsa. El vehículo es de gran interés para los investigadores.
Al día siguiente, la familia de Durbin supuso que se había ido a trabajar, aunque tras ponerse en contacto con amigos y con su trabajo sobre su paradero, su madre denunció su desaparición.

## Avistamientos no confirmados
Un testigo informó haber visto a un individuo que coincidía con la descripción de Durbin caminando cerca del estadio Foxhall en Ipswich el 12 de mayo de 2006 entre las 7:30-8:00 de la mañana. Esta pista se volvió a investigar a mediados-finales de 2011, pero no produjo nuevas pruebas.
El 13 de mayo de 2006, entre las 11 y las 14 horas, dos testigos informaron haber visto a Durbin en un Renault Mégane azul oscuro conducido por un hombre, cerca del aparcamiento del Turban Centre en Quayside, Woodbridge.
A finales de marzo de 2007, un compañero de clase de Durbin del instituto Farlingaye declaró haberle visto a la salida del teatro Aldwych en Drury Lane (Londres).

## Acontecimientos posteriores
Tras un tiroteo mortal contra un cliente en diciembre de 2006, un llamamiento de la policía al Consejo Municipal de Ipswich condujo a la revocación de la licencia de la discoteca Zest, lo que llevó a su cierre inmediato en enero de 2007. Los miembros del Consejo citaron la reputación de la discoteca de atraer a delincuentes violentos y de no garantizar un entorno seguro como motivos para su cierre.
En marzo de 2008, la madre de Durbin y Valerie Nettles, madre del adolescente desaparecido Damien Nettles, organizaron una "Marcha por los desaparecidos", con la que pretendían concienciar sobre el número de personas desaparecidas cada año en el Reino Unido, además de hacer un llamamiento al Gobierno para que proporcionara ayuda económica a la organización benéfica Missing People. 
En agosto de 2011, un hombre de 29 años y una mujer de 24 fueron detenidos por usurpación de identidad tras utilizar los datos de Luke Durbin para realizar compras en línea en agosto de 2007. La pareja fue interrogada pero finalmente puesta en libertad. 
En junio de 2012, un hombre de 40 años fue detenido como sospechoso de asesinato y otro de 25 como sospechoso de estar implicado en el asesinato de Durbin. Ambos fueron finalmente puestos en libertad bajo fianza tras un interrogatorio y el registro de sus domicilios.
La producción de diciembre de 2012 de la compañía de teatro LotToDo, The Missing, recreó la historia de Durbin basándose en material de entrevistas con su familia y amigos. La producción tuvo lugar en The Etcetera Theatre en Camden (Londres).
En marzo de 2019, para conmemorar el 25 aniversario de la organización benéfica Missing People, el artista Ben Moore comisarió la exposición Unmissable en The Other Art Fair, ubicada en el Old Truman Brewery en Londres. Un grupo de artistas encargó 25 retratos de desaparecidos a lo largo de los años, con el retrato de Durbin pintado por el artista Ru Knox. En abril de 2020, un documental de Channel 5 exploró el historial de tráfico de drogas de Durbin y sus vínculos con bandas de Brixton.
Se especula que Durbin debía dinero a traficantes de su red. Según los investigadores, cuando Durbin terminó su turno en la frutería, fue a cerrar un negocio de drogas en Woodbridge antes de reunirse con Alex y Zach la noche en que desapareció. La policía de Suffolk ha descrito la desaparición de Durbin como uno de sus casos más desconcertantes.

## Críticas a la investigación
La madre de Durbin ha expresado sus críticas hacia la investigación policial inicial, afirmando que no se tomó lo suficientemente en serio, dando lugar a "graves errores" y dejando pasar una oportunidad crucial al declararlo una investigación de asesinato. Tras una revisión en 2010, la Policía de Suffolk relanzó el caso de Durbin como una investigación de asesinato, remitiendo el caso a su Equipo de Grandes Investigaciones (MIT).